# Oreochromis
Oreochromis là một chi của họ Cá hoàng đế, đặc hữu của châu Phi. Các thành viên của chi này, cũng như của các chi Tilapia và Sarotherodon, chia sẻ tên gọi chung trong tiếng Việt là "rô phi".
Chi này chứa 34 loài với 6 loài được phân chia tiếp thành các phân loài (19), cũng như có thể còn tồn tại hàng loạt dạng chưa được miêu tả. Theo các kết quả của nghiên cứu và phân tích trình tự mtDNA, dường như trong chi này có vài nhánh. Ngoài ra, một số loài (như Oreochromis urolepis và rô phi lam O. aureus) dường như có quan hệ họ hàng gần gũi với chi Sarotherodon hơn, khi xem xét theo các dữ liệu mtDNA. Các nghiên cứu bị cản trở vì thực tế là quá trình lai ghép là cực kỳ phổ biến ở các loài cá này, làm tiêu tan kết quả của các dữ liệu mtDNA (xem thêm tại bài rô phi Wami), và tốc độ tiến hóa nhanh làm cho việc lựa chọn các trình tự nhân DNA thích hợp là cực kỳ khó khăn.(Nagl và ctv. 2001)

## Các loài
- Oreochromis amphimelas Hilgendorf, 1905
- Oreochromis andersonii Castelnau, 1861: Rô phi ba đốm
- Oreochromis angolensis Trewavas, 1973
- Oreochromis aureus Steindachner, 1864: Rô phi lam, rô phi xanh
- Oreochromis chungruruensis Ahl, 1924
- Oreochromis esculentus Graham, 1928: Rô phi Singida
- Oreochromis hunteri Günther, 1889: Rô phi hồ Chala (loài điển hình)
- Oreochromis ismailiaensis Mekkawy, 1995
- Oreochromis jipe Lowe, 1955: Rô phi Jipe
- Oreochromis karomo Poll, 1948: Rô phi Karomo
- Oreochromis karongae Trewavas, 1941
- Oreochromis korogwe Lowe, 1955: Rô phi Korogwe
- Oreochromis lepidurus Boulenger, 1899
- Oreochromis leucostictus Trewavas, 1933
- Oreochromis lidole Trewavas, 1941
- Oreochromis macrochir Boulenger, 1912: Rô phi vây dài
- Oreochromis malagarasi Trewavas, 1983
- Oreochromis mortimeri Trewavas, 1983: Rô phi Kariba
- Oreochromis mossambicus Peters, 1852: Rô phi Mozambique, rô phi đen, rô phi cỏ.
- Oreochromis mweruensis Trewavas, 1983
- Oreochromis niloticus Linnaeus, 1758: Rô phi sông Nin, rô phi vằn, điêu hồng (hay diêu hồng).
  - Oreochromis niloticus baringoensis Trewavas, 1983
  - Oreochromis niloticus cancellatus Nichols, 1923
  - Oreochromis niloticus eduardianus Boulenger, 1912
  - Oreochromis niloticus filoa Trewavas, 1983
  - Oreochromis niloticus niloticus Linnaeus, 1758
  - Oreochromis niloticus sugutae Trewavas, 1983
  - Oreochromis niloticus tana Seyoum & Kornfield, 1992
  - Oreochromis niloticus vulcani Trewavas, 1933
- Oreochromis pangani Lowe, 1955
  - Oreochromis pangani girigan Lowe, 1955
  - Oreochromis pangani pangani Lowe, 1955
- Oreochromis placidus Trewavas, 1941
  - Oreochromis placidus placidus Trewavas, 1941: Rô phi đen Zambezi
  - Oreochromis placidus ruvumae Trewavas, 1966
- Oreochromis rukwaensis Hilgendorf & Pappenheim, 1903: Rô phi hồ Rukwa
- Oreochromis saka Lowe, 1953
- Oreochromis salinicola Poll, 1948
- Oreochromis schwebischi Sauvage, 1884
- Oreochromis shiranus Boulenger, 1897
  - Oreochromis shiranus chilwae Trewavas, 1966: Rô phi Chilwa
  - Oreochromis shiranus shiranus Boulenger, 1897
- Oreochromis spilurus Günther, 1894
  - Oreochromis spilurus niger Günther, 1894 Rô phi sông Athi
  - Oreochromis spilurus percivali Boulenger, 1912 Rô phi suối Buffalo
  - Oreochromis spilurus spilurus Günther, 1894 Rô phi Sabaki
- Oreochromis squamipinnis Günther, 1864
- Oreochromis tanganicae Günther, 1894: Cá rô phi hồ Tanganyika
- Oreochromis upembae Thys van den Audenaerde, 1964
- Oreochromis urolepis Norman, 1922
  - Oreochromis urolepis hornorum Trewavas, 1966: Rô phi Wami
  - Oreochromis urolepis urolepis Norman, 1922:Rô phi Rufigi
- Oreochromis variabilis Boulenger, 1906 Rô phi Victoria

## Hình ảnh

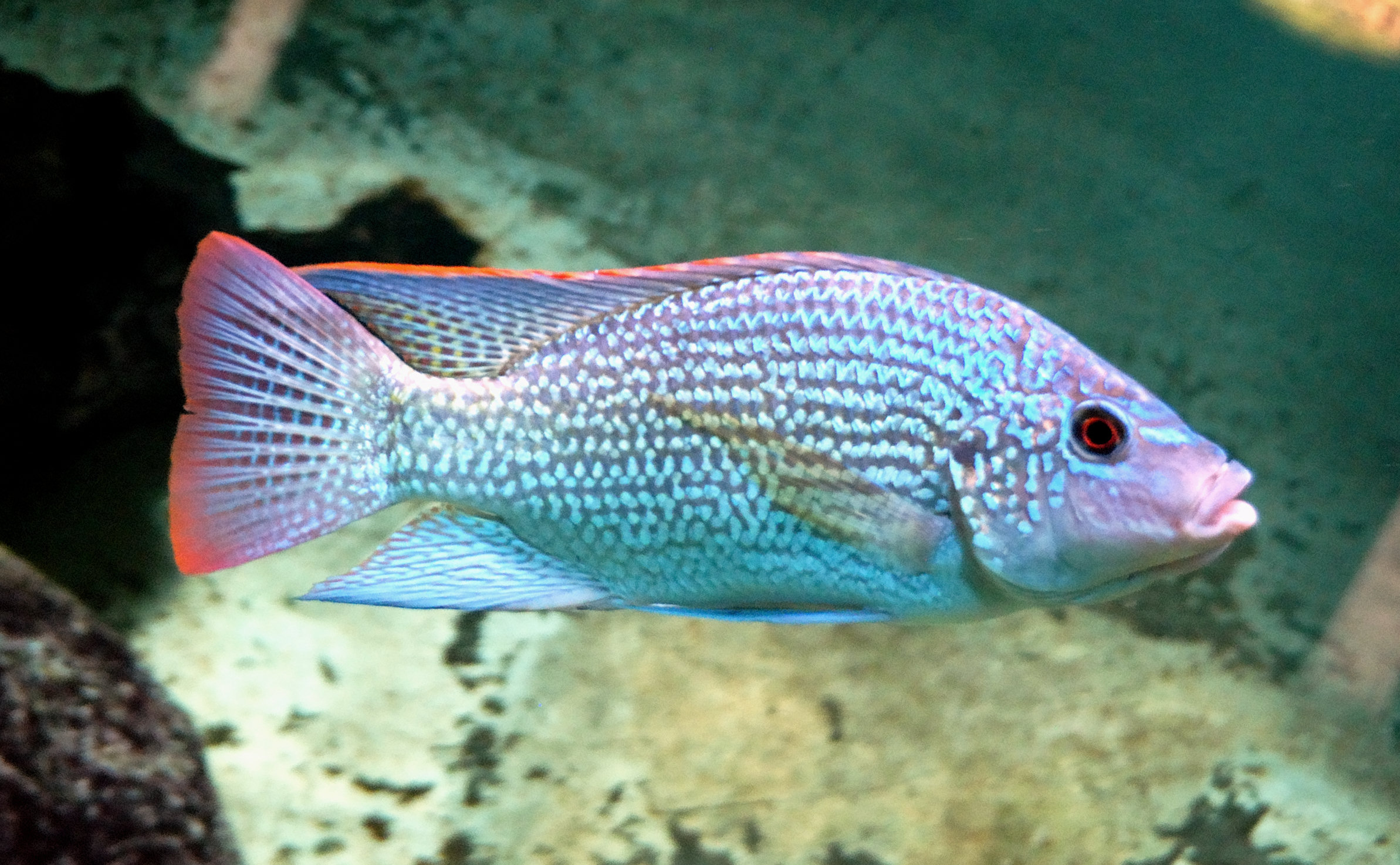
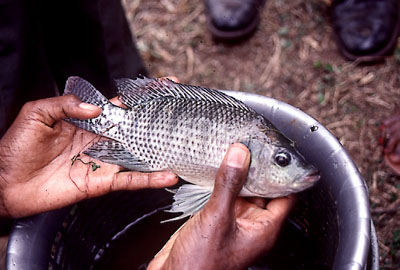
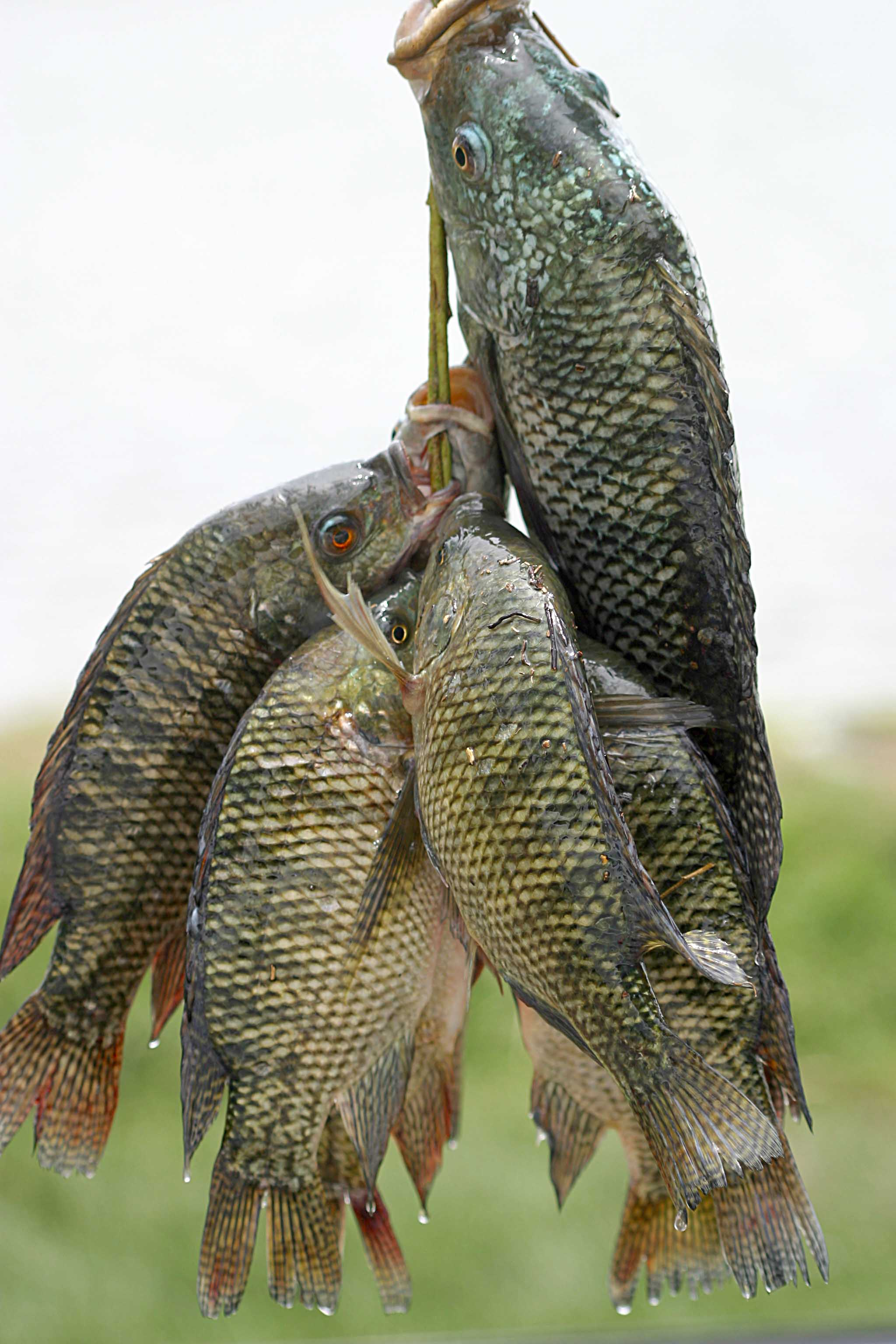
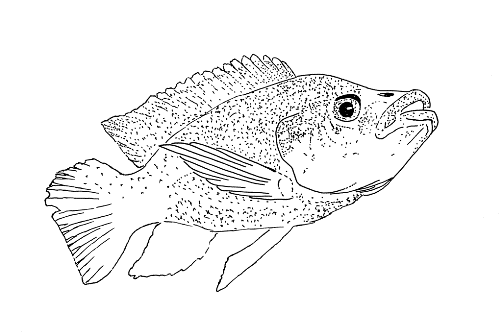